# مونت فينتو دينفلاي تشالنجز 2021
مونت فينتو دينفلاي تشالنجز 2021 (بالفرنسية: Mont Ventoux Dénivelé Challenges 2021)‏ هو سباق دراجات هوائية، وهو الموسم رقم 3 من مونت فينتو دينفلاي تشالنجز، وأقيم في 8 يونيو 2021، وامتدّ لمسافة 155.09 كيلومتر، وهو أحد سباقات طواف أوروبا للدراجات 2021، وشارك فيه 130 متسابقاً ووصل إلى نهايته 86 متسابقاً.
فاز بالمركز الأول ميغل أنغل لوبز، وبالمركز الثاني أوسكار رودريغيز، وبالمركز الثالث إنريك ماس.

## الفرق
| فرق عالمية (7)- AG2R Citroën Team - Astana-Premier Tech - Cofidis - EF Education-Nippo - Groupama-FDJ - Movistar Team - Trek-Segafredo فرق برو (8)- Arkéa-Samsic - 2021 بي آند بي هوتيلز ‏ - برجس بي إتش 2021 ‏ - كاجا رورال-سيغوروس 2021 ‏ - ديلكو 2021 ‏ - أوسكالتيل أوسكادي 2021 ‏ - كيرن فارما 2021 ‏ - Total Direct Énergie فرق قارية (5)- بايك أيد 2021 ‏ - Global 6 United ‏ - Bahrain Cycling Academy - إس تي ميشيل-أوبير 93 2021 ‏ - إلكترو هايبر يوروبا 2021 ‏ |  |
| |  |

## المشاركون
| Astana-Premier Tech APT | Astana-Premier Tech APT | Astana-Premier Tech APT |
| ----------------------- | ----------------------- | ----------------------- |
| م                       | عداء                    | مرتبة                   |
| 1                       | مرحاوي قدس              |                         |
| 2                       | Gleb Brussenskiy ‏       |                         |
| 3                       | Yevgeniy Fedorov ‏       |                         |
| 4                       | Yuriy Natarov ‏          |                         |
| 5                       | بنجامين بيري            |                         |
| 6                       | أوسكار رودريغيز         |                         |
| 7                       | Nikita Stalnow          |                         |

| Trek-Segafredo TFS | Trek-Segafredo TFS       | Trek-Segafredo TFS |
| ------------------ | ------------------------ | ------------------ |
| م                  | عداء                     | مرتبة              |
| 11                 | جوليان برنارد            |                    |
| 12                 | جيانلوكا برامبيلا        |                    |
| 13                 | جوليو سيكوني             |                    |
| 14                 | كيني إليسوند             |                    |
| 15                 | Amanuel Ghebreigzabhier ‏ |                    |
| 16                 | ميشيل رييس               |                    |
| 17                 | Jacopo Mosca ‏            |                    |

| Cofidis COF | Cofidis COF   | Cofidis COF |
| ----------- | ------------- | ----------- |
| م           | عداء          | مرتبة       |
| 21          | Victor Lafay ‏ |             |
| 22          | توماس شامبيون |             |
| 23          | نيكولاس ايديت |             |
| 24          | Eddy Finé ‏    |             |
| 25          | خوسيه هييرادة |             |
| 26          | Rémy Rochas ‏  |             |

| AG2R Citroën Team ACT | AG2R Citroën Team ACT   | AG2R Citroën Team ACT |
| --------------------- | ----------------------- | --------------------- |
| م                     | عداء                    | مرتبة                 |
| 31                    | جيوفري بوشارد           |                       |
| 32                    | Clément Champoussin ‏    |                       |
| 33                    | Jaakko Hänninen ‏        |                       |
| 34                    | بين أوكونور             |                       |
| 35                    | Aurélien Paret-Peintre ‏ |                       |
| 36                    | Nicolas Prodhomme ‏      |                       |
| 37                    | Larry Warbasse ‏         |                       |

| Movistar Team MOV | Movistar Team MOV  | Movistar Team MOV |
| ----------------- | ------------------ | ----------------- |
| م                 | عداء               | مرتبة             |
| 41                | هيكتور كاريتيرو    |                   |
| 42                | Abner González ‏    |                   |
| 43                | ميغل أنغل لوبز     |                   |
| 44                | إنريك ماس          |                   |
| 45                | Mathias Norsgaard ‏ |                   |
| 46                | أنطونيو بيدرو      |                   |
| 47                | إينر روبيو         |                   |

| Groupama-FDJ GFC | Groupama-FDJ GFC   | Groupama-FDJ GFC |
| ---------------- | ------------------ | ---------------- |
| م                | عداء               | مرتبة            |
| 51               | ماتيو باديلاتي     |                  |
| 52               | أنطوان دوتشيسن     |                  |
| 53               | Simon Guglielmi ‏   |                  |
| 54               | سيباستيان رايشنباخ |                  |
| 55               | أتيلا فالتر        |                  |
| 56               | رومان سيجل ‏        |                  |

| Groupama–FDJ Continental Team ‏ CGF | Groupama–FDJ Continental Team ‏ CGF | Groupama–FDJ Continental Team ‏ CGF |
| ---------------------------------- | ---------------------------------- | ---------------------------------- |
| م                                  | عداء                               | مرتبة                              |
| 57                                 | Lorenzo Germani ‏                   |                                    |

| EF Education-Nippo EFN | EF Education-Nippo EFN | EF Education-Nippo EFN |
| ---------------------- | ---------------------- | ---------------------- |
| م                      | عداء                   | مرتبة                  |
| 61                     | ويل بارتا              |                        |
| 62                     | لوسون كرادوك           |                        |
| 63                     | Mitchell Docker ‏       |                        |
| 64                     | لاكلان مورتون          |                        |
| 65                     | Hideto Nakane ‏         |                        |
| 66                     | ماغنوس كورت نيلسن      |                        |
| 67                     | لوغان أوين             |                        |

| Arkéa-Samsic ARK | Arkéa-Samsic ARK | Arkéa-Samsic ARK |
| ---------------- | ---------------- | ---------------- |
| م                | عداء             | مرتبة            |
| 71               | وينر أنكونا      |                  |
| 72               | ماكسيم بويه      |                  |
| 73               | Miguel Flórez ‏   |                  |
| 74               | ايلي جيسبرت      |                  |
| 75               | رومان هاردي      |                  |
| 76               | Dayer Quintana ‏  |                  |
| 77               | دييغو روزا       |                  |

| Total Direct Énergie TDE | Total Direct Énergie TDE | Total Direct Énergie TDE |
| ------------------------ | ------------------------ | ------------------------ |
| م                        | عداء                     | مرتبة                    |
| 81                       | Mathieu Burgaudeau ‏      |                          |
| 82                       | جيريمي كابوت             |                          |
| 83                       | Valentin Ferron ‏         |                          |
| 84                       | Marlon Gaillard ‏         |                          |
| 85                       | ألكسندر غينز             |                          |
| 86                       | Fabien Grellier ‏         |                          |
| 87                       | كريستيان رودريغيز        |                          |

| فيتال كونسبت ‏ BBK | فيتال كونسبت ‏ BBK | فيتال كونسبت ‏ BBK |
| ----------------- | ----------------- | ----------------- |
| م                 | عداء              | مرتبة             |
| 91                | ألان بوالو ‏       |                   |
| 92                | ماكسيم كام ‏       |                   |
| 93                | Maxime Chevalier ‏ |                   |
| 94                | سيريل غوتييه      |                   |
| 95                | إليوت ليتير       |                   |
| 96                | كوينتين باشر      |                   |
| 97                | بيير رولان        |                   |

| ديلكو ‏ DKO | ديلكو ‏ DKO          | ديلكو ‏ DKO |
| ---------- | ------------------- | ---------- |
| م          | عداء                | مرتبة      |
| 101        | Clément Berthet ‏    |            |
| 102        | Clément Carisey ‏    |            |
| 103        | لوكاس دي روسي       |            |
| 104        | خوسيه مانويل دياز   |            |
| 105        | ديليو فرنانديز كروز |            |
| 106        | Mathias Le Turnier ‏ |            |
| 107        | إدوارد براديس       |            |

| كاجا رورال-سيغوروس ‏ CJR | كاجا رورال-سيغوروس ‏ CJR | كاجا رورال-سيغوروس ‏ CJR |
| ----------------------- | ----------------------- | ----------------------- |
| م                       | عداء                    | مرتبة                   |
| 111                     | Julen Amezqueta ‏        |                         |
| 112                     | Orluis Aular ‏           |                         |
| 113                     | Álvaro Cuadros ‏         |                         |
| 114                     | Jhojan García ‏          |                         |
| 115                     | Jokin Murguialday ‏      |                         |
| 116                     | Joel Nicolau ‏           |                         |
| 117                     | Carmelo Urbano ‏         |                         |

| أوسكالتيل أوسكادي ‏ EUS | أوسكالتيل أوسكادي ‏ EUS | أوسكالتيل أوسكادي ‏ EUS |
| ---------------------- | ---------------------- | ---------------------- |
| م                      | عداء                   | مرتبة                  |
| 121                    | Ibai Azurmendi ‏        |                        |
| 122                    | Iker Ballarin ‏         |                        |
| 123                    | Mikel Bizkarra ‏        |                        |
| 124                    | Joan Bou ‏              |                        |
| 125                    | جاريكويتز برافو        |                        |
| 126                    | Mikel Iturria ‏         |                        |
| 127                    | Txomin Juaristi ‏       |                        |

| Equipo Kern Pharma ‏ EKP | Equipo Kern Pharma ‏ EKP | Equipo Kern Pharma ‏ EKP |
| ----------------------- | ----------------------- | ----------------------- |
| م                       | عداء                    | مرتبة                   |
| 131                     | خايمي كاستريلو          |                         |
| 132                     | José Félix Parra ‏       |                         |
| 133                     | Ibon Ruiz ‏              |                         |
| 134                     | Roger Adrià ‏            |                         |
| 135                     | Raúl García Pierna ‏     |                         |
| 136                     | كارلوس غارسيا ‏          |                         |
| 137                     | Jon Agirre ‏             |                         |

| برجس بي إتش ‏ BBH | برجس بي إتش ‏ BBH    | برجس بي إتش ‏ BBH |
| ---------------- | ------------------- | ---------------- |
| م                | عداء                | مرتبة            |
| 141              | دانيال نافارو       |                  |
| 142              | Pelayo Sánchez ‏     |                  |
| 143              | Ander Okamika ‏      |                  |
| 144              | خوان فيليبي أوسوريو |                  |
| 145              | Alex Molenaar ‏      |                  |
| 146              | Óscar Cabedo ‏       |                  |
| 147              | إنجيل مادرازو       |                  |

| بايك أيد ‏ BAI | بايك أيد ‏ BAI         | بايك أيد ‏ BAI |
| ------------- | --------------------- | ------------- |
| م             | عداء                  | مرتبة         |
| 151           | إريك بيرجستروم فريسك ‏ |               |
| 152           | Charles Kagimu ‏       |               |
| 153           | Salim Kipkemboi ‏      |               |
| 154           | نيكوديموس هولر        |               |
| 155           | Mekseb Debesay ‏       |               |
| 156           | جوستين وولف ‏          |               |
| 157           | Adne van Engelen ‏     |               |

| إتش بي بي تي بي – أوبير 93 ‏ AUB | إتش بي بي تي بي – أوبير 93 ‏ AUB | إتش بي بي تي بي – أوبير 93 ‏ AUB |
| ------------------------------- | ------------------------------- | ------------------------------- |
| م                               | عداء                            | مرتبة                           |
| 161                             | Stéphane Rossetto ‏              |                                 |
| 162                             | Adrien Guillonnet ‏              |                                 |
| 163                             | Morné van Niekerk ‏              |                                 |
| 164                             | Flavien Maurelet ‏               |                                 |
| 165                             | Yoann Paillot ‏                  |                                 |
| 166                             | Baptiste Bleier ‏                |                                 |
| 167                             | أنتوني مالدونادو                |                                 |

| Global 6 United ‏ GLC | Global 6 United ‏ GLC        | Global 6 United ‏ GLC |
| -------------------- | --------------------------- | -------------------- |
| م                    | عداء                        | مرتبة                |
| 171                  | James Mitri ‏                |                      |
| 172                  | Michał Paluta ‏              |                      |
| 173                  | Antoine Berlin ‏             |                      |
| 174                  | Nícolas Sessler ‏            |                      |
| 175                  | Bailey O'Donnell ‏           |                      |
| 176                  | Stepan Kurianov ‏            |                      |
| 177                  | Francesco Manuel Bongiorno ‏ |                      |

| إلكترو هايبر يوروبا ‏ EHE | إلكترو هايبر يوروبا ‏ EHE  | إلكترو هايبر يوروبا ‏ EHE |
| ------------------------ | ------------------------- | ------------------------ |
| م                        | عداء                      | مرتبة                    |
| 181                      | Miguel Ángel Ballesteros ‏ |                          |
| 182                      | Óscar Pelegrí ‏            |                          |
| 183                      | Mateu Estelrich ‏          |                          |
| 184                      | Marcos Jurado ‏            |                          |
| 185                      | Víctor Martínez ‏          |                          |
| 186                      | Thomas Amstrong‏           |                          |
| 187                      | Dávid Gábor Kovács ‏       |                          |

| Bahrain Cycling Academy BCA | Bahrain Cycling Academy BCA | Bahrain Cycling Academy BCA |
| --------------------------- | --------------------------- | --------------------------- |
| م                           | عداء                        | مرتبة                       |
| 191                         | Eusebio Pascual ‏            |                             |
| 192                         | أنس آيت العبدية             |                             |
| 193                         | Javier Gil Torregrosa ‏      |                             |
| 194                         | Raul Rico Bordera‏           |                             |
| 195                         | منصور جواد ‏                 |                             |
| 196                         | Saied Jafer Alali ‏          |                             |
| 197                         | Ahmed Naser ‏                |                             |

| Astana-Premier Tech APT | Astana-Premier Tech APT | Astana-Premier Tech APT |
| ----------------------- | ----------------------- | ----------------------- |
| م                       | عداء                    | مرتبة                   |
| 1                       | مرحاوي قدس              |                         |
| 2                       | Gleb Brussenskiy ‏       |                         |
| 3                       | Yevgeniy Fedorov ‏       |                         |
| 4                       | Yuriy Natarov ‏          |                         |
| 5                       | بنجامين بيري            |                         |
| 6                       | أوسكار رودريغيز         |                         |
| 7                       | Nikita Stalnow          |                         |

| Trek-Segafredo TFS | Trek-Segafredo TFS       | Trek-Segafredo TFS |
| ------------------ | ------------------------ | ------------------ |
| م                  | عداء                     | مرتبة              |
| 11                 | جوليان برنارد            |                    |
| 12                 | جيانلوكا برامبيلا        |                    |
| 13                 | جوليو سيكوني             |                    |
| 14                 | كيني إليسوند             |                    |
| 15                 | Amanuel Ghebreigzabhier ‏ |                    |
| 16                 | ميشيل رييس               |                    |
| 17                 | Jacopo Mosca ‏            |                    |

| Cofidis COF | Cofidis COF   | Cofidis COF |
| ----------- | ------------- | ----------- |
| م           | عداء          | مرتبة       |
| 21          | Victor Lafay ‏ |             |
| 22          | توماس شامبيون |             |
| 23          | نيكولاس ايديت |             |
| 24          | Eddy Finé ‏    |             |
| 25          | خوسيه هييرادة |             |
| 26          | Rémy Rochas ‏  |             |

| AG2R Citroën Team ACT | AG2R Citroën Team ACT   | AG2R Citroën Team ACT |
| --------------------- | ----------------------- | --------------------- |
| م                     | عداء                    | مرتبة                 |
| 31                    | جيوفري بوشارد           |                       |
| 32                    | Clément Champoussin ‏    |                       |
| 33                    | Jaakko Hänninen ‏        |                       |
| 34                    | بين أوكونور             |                       |
| 35                    | Aurélien Paret-Peintre ‏ |                       |
| 36                    | Nicolas Prodhomme ‏      |                       |
| 37                    | Larry Warbasse ‏         |                       |

| Movistar Team MOV | Movistar Team MOV  | Movistar Team MOV |
| ----------------- | ------------------ | ----------------- |
| م                 | عداء               | مرتبة             |
| 41                | هيكتور كاريتيرو    |                   |
| 42                | Abner González ‏    |                   |
| 43                | ميغل أنغل لوبز     |                   |
| 44                | إنريك ماس          |                   |
| 45                | Mathias Norsgaard ‏ |                   |
| 46                | أنطونيو بيدرو      |                   |
| 47                | إينر روبيو         |                   |

| Groupama-FDJ GFC | Groupama-FDJ GFC   | Groupama-FDJ GFC |
| ---------------- | ------------------ | ---------------- |
| م                | عداء               | مرتبة            |
| 51               | ماتيو باديلاتي     |                  |
| 52               | أنطوان دوتشيسن     |                  |
| 53               | Simon Guglielmi ‏   |                  |
| 54               | سيباستيان رايشنباخ |                  |
| 55               | أتيلا فالتر        |                  |
| 56               | رومان سيجل ‏        |                  |

| Groupama–FDJ Continental Team ‏ CGF | Groupama–FDJ Continental Team ‏ CGF | Groupama–FDJ Continental Team ‏ CGF |
| ---------------------------------- | ---------------------------------- | ---------------------------------- |
| م                                  | عداء                               | مرتبة                              |
| 57                                 | Lorenzo Germani ‏                   |                                    |

| EF Education-Nippo EFN | EF Education-Nippo EFN | EF Education-Nippo EFN |
| ---------------------- | ---------------------- | ---------------------- |
| م                      | عداء                   | مرتبة                  |
| 61                     | ويل بارتا              |                        |
| 62                     | لوسون كرادوك           |                        |
| 63                     | Mitchell Docker ‏       |                        |
| 64                     | لاكلان مورتون          |                        |
| 65                     | Hideto Nakane ‏         |                        |
| 66                     | ماغنوس كورت نيلسن      |                        |
| 67                     | لوغان أوين             |                        |

| Arkéa-Samsic ARK | Arkéa-Samsic ARK | Arkéa-Samsic ARK |
| ---------------- | ---------------- | ---------------- |
| م                | عداء             | مرتبة            |
| 71               | وينر أنكونا      |                  |
| 72               | ماكسيم بويه      |                  |
| 73               | Miguel Flórez ‏   |                  |
| 74               | ايلي جيسبرت      |                  |
| 75               | رومان هاردي      |                  |
| 76               | Dayer Quintana ‏  |                  |
| 77               | دييغو روزا       |                  |

| Total Direct Énergie TDE | Total Direct Énergie TDE | Total Direct Énergie TDE |
| ------------------------ | ------------------------ | ------------------------ |
| م                        | عداء                     | مرتبة                    |
| 81                       | Mathieu Burgaudeau ‏      |                          |
| 82                       | جيريمي كابوت             |                          |
| 83                       | Valentin Ferron ‏         |                          |
| 84                       | Marlon Gaillard ‏         |                          |
| 85                       | ألكسندر غينز             |                          |
| 86                       | Fabien Grellier ‏         |                          |
| 87                       | كريستيان رودريغيز        |                          |

| فيتال كونسبت ‏ BBK | فيتال كونسبت ‏ BBK | فيتال كونسبت ‏ BBK |
| ----------------- | ----------------- | ----------------- |
| م                 | عداء              | مرتبة             |
| 91                | ألان بوالو ‏       |                   |
| 92                | ماكسيم كام ‏       |                   |
| 93                | Maxime Chevalier ‏ |                   |
| 94                | سيريل غوتييه      |                   |
| 95                | إليوت ليتير       |                   |
| 96                | كوينتين باشر      |                   |
| 97                | بيير رولان        |                   |

| ديلكو ‏ DKO | ديلكو ‏ DKO          | ديلكو ‏ DKO |
| ---------- | ------------------- | ---------- |
| م          | عداء                | مرتبة      |
| 101        | Clément Berthet ‏    |            |
| 102        | Clément Carisey ‏    |            |
| 103        | لوكاس دي روسي       |            |
| 104        | خوسيه مانويل دياز   |            |
| 105        | ديليو فرنانديز كروز |            |
| 106        | Mathias Le Turnier ‏ |            |
| 107        | إدوارد براديس       |            |

| كاجا رورال-سيغوروس ‏ CJR | كاجا رورال-سيغوروس ‏ CJR | كاجا رورال-سيغوروس ‏ CJR |
| ----------------------- | ----------------------- | ----------------------- |
| م                       | عداء                    | مرتبة                   |
| 111                     | Julen Amezqueta ‏        |                         |
| 112                     | Orluis Aular ‏           |                         |
| 113                     | Álvaro Cuadros ‏         |                         |
| 114                     | Jhojan García ‏          |                         |
| 115                     | Jokin Murguialday ‏      |                         |
| 116                     | Joel Nicolau ‏           |                         |
| 117                     | Carmelo Urbano ‏         |                         |

| أوسكالتيل أوسكادي ‏ EUS | أوسكالتيل أوسكادي ‏ EUS | أوسكالتيل أوسكادي ‏ EUS |
| ---------------------- | ---------------------- | ---------------------- |
| م                      | عداء                   | مرتبة                  |
| 121                    | Ibai Azurmendi ‏        |                        |
| 122                    | Iker Ballarin ‏         |                        |
| 123                    | Mikel Bizkarra ‏        |                        |
| 124                    | Joan Bou ‏              |                        |
| 125                    | جاريكويتز برافو        |                        |
| 126                    | Mikel Iturria ‏         |                        |
| 127                    | Txomin Juaristi ‏       |                        |

| Equipo Kern Pharma ‏ EKP | Equipo Kern Pharma ‏ EKP | Equipo Kern Pharma ‏ EKP |
| ----------------------- | ----------------------- | ----------------------- |
| م                       | عداء                    | مرتبة                   |
| 131                     | خايمي كاستريلو          |                         |
| 132                     | José Félix Parra ‏       |                         |
| 133                     | Ibon Ruiz ‏              |                         |
| 134                     | Roger Adrià ‏            |                         |
| 135                     | Raúl García Pierna ‏     |                         |
| 136                     | كارلوس غارسيا ‏          |                         |
| 137                     | Jon Agirre ‏             |                         |

| برجس بي إتش ‏ BBH | برجس بي إتش ‏ BBH    | برجس بي إتش ‏ BBH |
| ---------------- | ------------------- | ---------------- |
| م                | عداء                | مرتبة            |
| 141              | دانيال نافارو       |                  |
| 142              | Pelayo Sánchez ‏     |                  |
| 143              | Ander Okamika ‏      |                  |
| 144              | خوان فيليبي أوسوريو |                  |
| 145              | Alex Molenaar ‏      |                  |
| 146              | Óscar Cabedo ‏       |                  |
| 147              | إنجيل مادرازو       |                  |

| بايك أيد ‏ BAI | بايك أيد ‏ BAI         | بايك أيد ‏ BAI |
| ------------- | --------------------- | ------------- |
| م             | عداء                  | مرتبة         |
| 151           | إريك بيرجستروم فريسك ‏ |               |
| 152           | Charles Kagimu ‏       |               |
| 153           | Salim Kipkemboi ‏      |               |
| 154           | نيكوديموس هولر        |               |
| 155           | Mekseb Debesay ‏       |               |
| 156           | جوستين وولف ‏          |               |
| 157           | Adne van Engelen ‏     |               |

| إتش بي بي تي بي – أوبير 93 ‏ AUB | إتش بي بي تي بي – أوبير 93 ‏ AUB | إتش بي بي تي بي – أوبير 93 ‏ AUB |
| ------------------------------- | ------------------------------- | ------------------------------- |
| م                               | عداء                            | مرتبة                           |
| 161                             | Stéphane Rossetto ‏              |                                 |
| 162                             | Adrien Guillonnet ‏              |                                 |
| 163                             | Morné van Niekerk ‏              |                                 |
| 164                             | Flavien Maurelet ‏               |                                 |
| 165                             | Yoann Paillot ‏                  |                                 |
| 166                             | Baptiste Bleier ‏                |                                 |
| 167                             | أنتوني مالدونادو                |                                 |

| Global 6 United ‏ GLC | Global 6 United ‏ GLC        | Global 6 United ‏ GLC |
| -------------------- | --------------------------- | -------------------- |
| م                    | عداء                        | مرتبة                |
| 171                  | James Mitri ‏                |                      |
| 172                  | Michał Paluta ‏              |                      |
| 173                  | Antoine Berlin ‏             |                      |
| 174                  | Nícolas Sessler ‏            |                      |
| 175                  | Bailey O'Donnell ‏           |                      |
| 176                  | Stepan Kurianov ‏            |                      |
| 177                  | Francesco Manuel Bongiorno ‏ |                      |

| إلكترو هايبر يوروبا ‏ EHE | إلكترو هايبر يوروبا ‏ EHE  | إلكترو هايبر يوروبا ‏ EHE |
| ------------------------ | ------------------------- | ------------------------ |
| م                        | عداء                      | مرتبة                    |
| 181                      | Miguel Ángel Ballesteros ‏ |                          |
| 182                      | Óscar Pelegrí ‏            |                          |
| 183                      | Mateu Estelrich ‏          |                          |
| 184                      | Marcos Jurado ‏            |                          |
| 185                      | Víctor Martínez ‏          |                          |
| 186                      | Thomas Amstrong‏           |                          |
| 187                      | Dávid Gábor Kovács ‏       |                          |

| Bahrain Cycling Academy BCA | Bahrain Cycling Academy BCA | Bahrain Cycling Academy BCA |
| --------------------------- | --------------------------- | --------------------------- |
| م                           | عداء                        | مرتبة                       |
| 191                         | Eusebio Pascual ‏            |                             |
| 192                         | أنس آيت العبدية             |                             |
| 193                         | Javier Gil Torregrosa ‏      |                             |
| 194                         | Raul Rico Bordera‏           |                             |
| 195                         | منصور جواد ‏                 |                             |
| 196                         | Saied Jafer Alali ‏          |                             |
| 197                         | Ahmed Naser ‏                |                             |

## التصنيف العام النهائي
| التصنيف العام         | التصنيف العام            | التصنيف العام   | التصنيف العام        | التصنيف العام |
| العداء                | العداء                   | البلد           | الفريق               | الوقت         |
| --------------------- | ------------------------ | --------------- | -------------------- | ------------- |
| 1                     | ميغل أنغل لوبز           | كولومبيا        | موفيستار             | 4 س 30 د 04 ث |
| 2                     | أوسكار رودريغيز          | إسبانيا         | Astana-Premier Tech  | + 2 د 26 ث    |
| 3                     | إنريك ماس                | إسبانيا         | موفيستار             | + 2 د 33 ث    |
| 4                     | بين أوكونور              | أستراليا        | AG2R Citroën Team    | + 3 د 30 ث    |
| 5                     | كريستيان رودريغيز (دراج) | إسبانيا         | Total Direct Énergie | + 3 د 30 ث    |
| 6                     | كيني إليسوند             | فرنسا           | تريك سيغافريدو       | + 4 د 02 ث    |
| 7                     | ميشيل رييس               | لوكسمبورغ       | تريك سيغافريدو       | + 4 د 45 ث    |
| 8                     | سيمون كار                | المملكة المتحدة | EF Education-Nippo   | + 5 د 41 ث    |
| 9                     | كارلوس فيرونا            | إسبانيا         | موفيستار             | + 5 د 48 ث    |
| 10                    | جيوفري بوشارد            | فرنسا           | AG2R Citroën Team    | + 6 د 10 ث    |
| مصدر: ProCyclingStats |                          |                 |                      |               |

## وصلات خارجية
- الموقع الرسمي
- لمحة عن سباق مونت فينتو دينفلاي تشالنجز 2021 على موقع  ProCyclingStats   (برو  سايكلنج  ستاتس) - إحصاءات  محترفي  الدراجات.
- مونت فينتو دينفلاي تشالنجز 2021 على موقع إحصائيات الدراجات الإحترافية (الإنجليزية)